# Josué de Castro

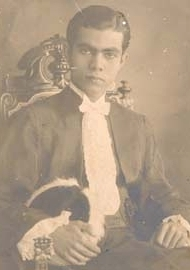
Josué de Castro 1929

Josué de Castro (* 5. September 1908 in Recife; † 24. September 1973 in Paris) war ein brasilianischer Arzt, Schriftsteller, Geograph, Diplomat und Kämpfer gegen den Welthunger.
Josué de Castro war Autor zahlreicher Bücher, darunter detaillierte Untersuchungen über das Phänomen des Hungers in Brasilien. 1951 erschien Geopolítica da Fome (Geopolitik des Hungers), welches in zahlreiche andere Sprachen übersetzt wurde. Er wies stets darauf hin, dass Hunger von Menschen gemacht sei. In verschiedener Funktion war er für die Ernährungs- und Landwirtschaftsorganisation der Vereinten Nationen (FAO) tätig. 1952 wurde er zum Vorsitzenden des Exekutivrates der FAO gewählt. 1954 erhielt Josué de Castro den Weltfriedenspreis. Er lehrte an der Bundesuniversität Rio de Janeiro.
Josué de Castro erlebte wichtige Phasen in der Geschichte seines Heimatlandes: Von 1930 bis 1945 die diktatorische Regierung von Getúlio Vargas und die demokratische Entwicklung von 1945 bis 1964. Er musste nach dem Militärputsch in Brasilien 1964 seine Stellung aus politischen Gründen dort aufgeben. 14 Staaten boten ihm Asyl an. Er entschloss sich nach Frankreich zu gehen. Dort wurde er 1968 Professor für Humanökologie am Universitätszentrum in Vincennes, dem Vorläufer der heutigen Universität Paris VIII.
Bis zu seinem Tode 1973 war er Präsident des Centre Internationale pour le Développement, der Association Médicale Internationale pour l’Etude des Conditions de Vie et de Santé und Mitglied mehrerer Akademien, wissenschaftlicher Institutionen und internationaler Gremien.

## Schriften (Auswahl)
- Weltgeissel Hunger. Musterschmidt, Göttingen – Berlin – Frankfurt 1959.
- Der Krebskreis. Roman. Verlag Neues Leben, Berlin 1970.
- Geopolitik des Hungers. Suhrkamp, Frankfurt a. M. 1973.